# Schiffssetzung bei Södra Ugglarp
Die Schiffssetzung bei Södra Ugglarp liegt auf dem Bauernhof Södra Ugglarp südöstlich von Dalby zwischen den Dörfern Björnstorp und Björnstorps Torg nordwestlich eines kleinen Sees im schwedischen Schonen.
Die 1952 restaurierte Ost-West orientierte Schiffssetzung zählt mit 45 m Länge und 39 Steinen zu den größten Schwedens. Das Denkmal musste Mitte der 1800er Jahre erneuert werden. Zu dieser Zeit gab es hier noch vier Steinkreise. 1952 richtete der Steinmetz E. Johansson sieben Blöcke der südlichen Seite des Schiffes, die umgefallen waren, wieder auf. Auf der Katasterkarte von 1767 wird die Schiffssetzung „Giättagraven“ genannt. Bei ihrer archäologischen Untersuchung wurden verbrannte Knochen aus der späten Eisenzeit (500–1050 n. Chr.) gefunden.